# La Suite
Cet article concerne l'EP du groupe 1995. Pour l'album de La Grande Sophie, voir La Suite....
Albums de 1995
La Source
(2011) Paris Sud Minute
(2012)
La Suite est le second EP du groupe de rap français 1995, sorti en 2012. Cet EP s'est vendu à plus de 30 000 exemplaires en seulement un mois. Contrairement au premier EP, celui-ci a été distribué par Universal Music.

## Liste des titres
| No | Titre                                  | Beatmakers                                 | Durée |
| -- | -------------------------------------- | ------------------------------------------ | ----- |
| 1. | Bienvenüe                              | DJ Lo'                                     | 3:36  |
| 2. | La Suite                               | DJ Lo'                                     | 4:59  |
| 3. | Comme un grand                         | Fonky Flav'                                | 5:42  |
| 4. | Renégats                               | DJ Lo'                                     | 3:21  |
| 5. | Taille de guêpe                        | Freecky/Ton&Jon (Scratchs par Jon)         | 3:43  |
| 6. | Bouffons du roi                        | Ernest & AMZ                               | 3:19  |
| 7. | Temps perdu (feat. Marguerite Du Bled) | Fonky Flav' (Scratchs par DJ Lo')          | 4:10  |
| 8. | Comment dire                           | DJ Lo' (avec Jordan Figueroa au saxophone) | 5:32  |

## Clips
- 12 février 2012 : La suite (Réalisé par Syrine Boulanouar pour Le Garage)
- 16 avril 2012 : Renégats (Réalisé par Syrine Boulanouar et Rodolphe Lauga pour Le Garage)
- 2 août 2012 : Bienvenüe (Réalisé par Wahib Cheheta pour Kourtrajme)

## Promotion et médiatisation
Les 5 rappeurs et leur DJ ont utilisé, comme pour leur précédent EP, l'efficacité des réseaux sociaux pour assurer la promotion de leur deuxième EP. Ils ont utilisé les réseaux Facebook et Twitter, et sur ce dernier, le groupe a organisé des « Twitcams » où ils répondaient aux nombreuses questions de leurs fans. 
Ces moyens de communication rendent le public plus proche de l'artiste et apportent un contact quasi constant.
Une tournée est organisée passant notamment par la Belgique, avec comme pour leur première tournée, des séances de dédicaces dans certaines villes. 
Le groupe Universal Music s'est occupé de la distribution, permettant une meilleure réussite en termes de vente. 
Le 23 avril 2012, le crew remplit la salle du Zénith de Paris avec le rappeur Method Man[source insuffisante].